# Леонтьєв Анатолій Павлович
Анатолій Павлович Леонтьєв (11 листопада 1934, село Ісаковка, тепер Горьковського району, Омської області, Російська Федерація — 8 лютого 2021, місто Омськ, Російська Федерація) — радянський державний діяч, 1-й секретар Омського обласного комітету КПРС, голова Омської обласної ради. Член ЦК КПРС у 1990—1991 роках. Народний депутат Російської РФСР (1990—1993).

## Життєпис
Батько був родом із Семипалатинська, а мати — із Воронежа. До 1943 року родина проживала в Большеречинському районі Омської області. У 1943 році Анатолій Леонтьєв разом із сім'єю переїхав до аула Кабирдак Тюкалінського району Омської області, де закінчив чотири класи школи. Середню школу закінчив у селищі Шербакуль Омської області.
У 1952—1957 роках — студент Омського сільськогосподарського інституту. Під час навчання в 1955 і 1956 роках працював на тракторах в Одеському і Черлацькому районах Омської області, брав участь в освоєнні цілинних земель. 
У 1957—1958 роках — дільничний механік Тавричеської машинно-тракторної станції (МТС) Омської області.
У 1958—1961 роках — завідувач ремонтної майстерні Тавричеської МТС (з 1959 року — РТС) Омської області.
Член КПРС з 1960 року.
У 1961—1963 роках — механік, головний інженер радгоспу «Ленінський» Тавричеського району Омської області.
У квітні 1963 — лютому 1965 року — головний інженер радгоспу «Гончаровський» Тавричеського району Омської області.
У лютому 1965 — 1972 року — директор радгоспу «Ленінський» Тавричеського району Омської області.
У 1972 — січні 1974 року — голова виконавчого комітету Тавричеської районної ради депутатів трудящих Омської області.
У січні 1974 — 1978 року — 1-й секретар Черлацького районного комітету КПРС Омської області.
У 1978—1982 роках — завідувач сільськогосподарського відділу Омського обласного комітету КПРС.
У 1982—1987 роках — секретар Омського обласного комітету КПРС.
У 1986 році закінчив Академію суспільних наук при ЦК КПРС.
У березні 1987 — грудні 1989 року — голова виконавчого комітету Омської обласної ради народних депутатів.
16 грудня 1989 — 18 вересня 1990 року — 1-й секретар Омського обласного комітету КПРС.
Одночасно з 4 березня 1990 по 1993 рік — народний депутат Російської Федерації, член фракції «Комуністи Росії».
У квітні 1990 — 9 жовтня 1993 року — голова Омської обласної ради народних депутатів.
З 1994 року — заступник начальника Головного управління сільського господарства і продовольства адміністрації Омської області.
Потім — на пенсії. Помер 8 лютого 2021 року в місті Омську.

## Нагороди і звання
- три ордени Трудового Червоного Прапора
- медаль «За освоєння цілинних земель» (1958)
- медаль «За трудову доблесть»
- дві срібні медалі ВДНГ
- бронзова медаль ВДНГ
- медалі